# St. Louis Film Critics Association Awards 2010
7. ročník předávání cen asociace St. Louis Film Critics Association se konal dne 20. prosince 2010.

## Vítězové a nominovaní

### Nejlepší film
The Social Network
- Počátek
- Černá labuť
- Králova řeč
- Fighter

### Nejlepší film – komedie
Scott Pilgrim proti zbytku světa
- Panna nebo orel
- I Love You Phillip Morris
- Jackass 3
- Galimatyáš

### Nejlepší cizojazyčný film
Galimatyáš (Francie)
- Biutiful (Mexiko)
- Muži, kteří nenávidí ženy (Švédsko)
- Nordwand (Německo)
- Prorok (Francie)

### Nejlepší režisér
David Fincher – The Social Network
- Darren Aronofsky – Černá labuť
- Tom Hooper – Králova řeč
- Christopher Nolan – Počátek
- Danny Boyle – 127 hodin

### Nejlepší adaptovaný scénář
Aaron Sorkin – The Social Network
- Debra Granik a Anne Rosellini - Do morku kosti
- Joel Coen a Ethan Coen – Opravdová kuráž
- Simon Beaufoy a Danny Boyle – 127 hodin
- Edgar Wright a Michael Bacall – Scott Pilgrim proti zbytku světa

### Nejlepší původní scénář
David Seidler – Králova řeč
- Christopher Nolan – Počátek
- Alejandro González Iñárritu, Armando Bo a Nicolás Giacobone – Biutiful
- Mark Heyman, Andres Heinz a John McLaughlin – Černá labuť
- Scott Silver, Paul Tamasy a Eric Johnson – Fighter

### Nejlepší herec v hlavní roli
Colin Firth – Králova řeč
- Jeff Bridges – Opravdová kuráž
- Jesse Eisenberg – The Social Network
- Javier Bardem – Biutiful
- James Franco – 127 hodin

### Nejlepší herečka v hlavní roli
Natalie Portman – Černá labuť
- Jennifer Lawrenceová – Do morku kosti
- Nicole Kidman – Králičí nora
- Naomi Watts – Fair Game
- Noomi Rapace – Muži, kteří nenávidí ženy

### Nejlepší herec ve vedlejší roli
Christian Bale – Fighter
- Jeremy Renner – Město
- Sam Rockwell – Odsouzení
- Geoffrey Rush – Králova řeč
- John Hawkes – Do morku kosti

### Nejlepší herečka ve vedlejší roli
Melissa Leo – Fighter
- Helena Bonham Carter – Králova řeč
- Barbara Hershey – Černá labuť
- Amy Adams – Fighter
- Hailee Steinfeld – Opravdová kuráž

### Nejlepší animovaný film
Toy Story 3: Příběh hraček
- Já, padouch
- Jak vycvičit draka
- Legenda o sovích strážcích
- Na vlásku

### Nejlepší dokument
The Tillman Story
- Nedokončený film
- Restrepo
- Jak vzbudit Šípkovou Růženku
- Čekání na Supermana

### Nejlepší hudba
The Social Network
- Černá labuť
- Variaté
- Počátek
- Fighter

### Nejlepší vizuální efekty
Počátek
- Kick-Ass
- Scott Pilgrim proti zbytku světa
- Tron: Legacy 3D
- Harry Potter a Relikvie smrti – část 1

### Nejvíce inovativní film
Počátek
- Kick-Ass
- Scott Pilgrim proti zbytku světa
- 127 hodin
- Toy Story 3: Příběh hraček
- Strýček Búnmí

### Nejkreativnější film
Galimatyáš
- Scott Pilgrim proti zbytku světa
- Vojížděči vodpadků
- Do morku kosti
- Králova řeč

### Nejlepší scéna
127 hodin – přiblížená scéna, která začíná pohledem na Arona a poté se kamera vzdaluje a je vidět, jak izolovaný je od ostatních lidí (remiza)
Počátek – hotelová scéna s Josephem Gordon-Levittem (remíza)
- Panna nebo orel – scéna, která vzdává hold filmaři Johnovi Hughesovi
- Kick-Ass – zabíjení Hit-Girl
- Harry Potter a Relikvie smrti – část 1 – scéna, ve které Hermiona vymaže paměť svým rodičům